# Désiré Letort
Désiré Letort (Bourseul, 29 gennaio 1943 – Saint-Malo, 9 settembre 2012) è stato un ciclista su strada francese.
Professionista dal 1965 al 1973, indossò per un giorno la maglia gialla al Tour de France.

## Carriera
Fu compagno di squadra di Eddy Merckx e di Luis Ocaña, e ottenne vari successi tra i professionisti; al Tour de France si piazzò quarto nel 1967, e nono nel 1969.

## Palmarès
- 1966

Parigi-Camembert
- Gran Premio di Sevignac
- 1967

Gran Premio di Sevignac
- 1969

Gran Premio di Laval
- 1970

1ª tappa Giro di Romandia
- 1971

Tour de Haut-Var

## Piazzamenti

### Grandi Giri
- Tour de France

1966: 57º
1967: 4º
1968: ritirato
1969: 9º
1970: ritirato
1971: 17º
1972: ritirato
- Giro d'Italia

1972: 27º
- Vuelta a España

1967: 27º
1971: 26º
1972:  ritirato